# Estación de esquí de La Covatilla
La estación de esquí de Sierra de Béjar - La Covatilla está situada en el Sistema Central de la provincia de Salamanca, comunidad autónoma de Castilla y León, España.

## Descripción
El Centro Turístico "Sierra de Béjar" fue abierto en 2001. Inicialmente contaba con 3 pistas de esquís. Su construcción estuvo precedida de una intensa polémica entre organizaciones ecologistas y los promotores del proyecto. De hecho, la financiación prevista para su construcción por la Unión Europea fue cancelada por su falta de adecuación a los principios medio ambientales comunitarios, al afectar a zonas de alto valor medio ambiental de la Sierra de Candelario, protegida bajo diferentes figuras: ZEPA (Zona de Especial Protección de Aves), LIC (Lugar de Interés Comunitario de Candelario) y Reserva de la Biosfera (2006). La construcción de la estación esquí y sus accesos fue sufragada principalmente por la Diputación de Salamanca y el Ayuntamiento de Béjar. La explotación actual está a cargo del Ayuntamiento de Béjar, quien asumió la concesión después de que hubiera estado en manos de la empresa Gecobesa hasta 2014. De esta manera se convierte en el tercer ayuntamiento español que mantiene y es dueño de una estación de esquí tras las de Tavascán (Tavascán, Lérida) y de La Pinilla (Cerezo de Arriba, Segovia).
Se encuentra ubicado en la Sierra de Béjar, dentro del término municipal de La Hoya, provincia de Salamanca. En la actualidad cuenta con 31 pista y  más de 26 kilómetros esquiables, comprendidos entre una cota mínima de 2000m y una máxima de 2360m.
Orientada hacia el nornoreste hace que el sol no perjudique la calidad de la nieve. Las nevadas se producen como consecuencia de la entrada de masa de nubes desde el Atlántico. Entre los problemas a los que se enfrenta se puede señalar la formación de hielo, las ventiscas y la persistencia de las nieblas. En 2005, el número de días esquiables fue de 109.
Uno de los principales atractivos de esta estación son sus vistas, ya que, desde muchas de las pistas se puede ver la ciudad de Béjar, la Sierra de Gredos y muchas más cordilleras y pueblos.
En 2015 la estación de esquí La Covatilla consiguió un superávit de casi medio millón de euros, siendo este su mayor ingreso desde que abrió sus puertas.

## Servicios
Los habituales en este tipo de instalaciones: cafetería, restaurante, terraza, salas de descanso, alquiler de equipos, puesto de socorro, tienda de accesorios, cañones de nieve y escuela de esquí.

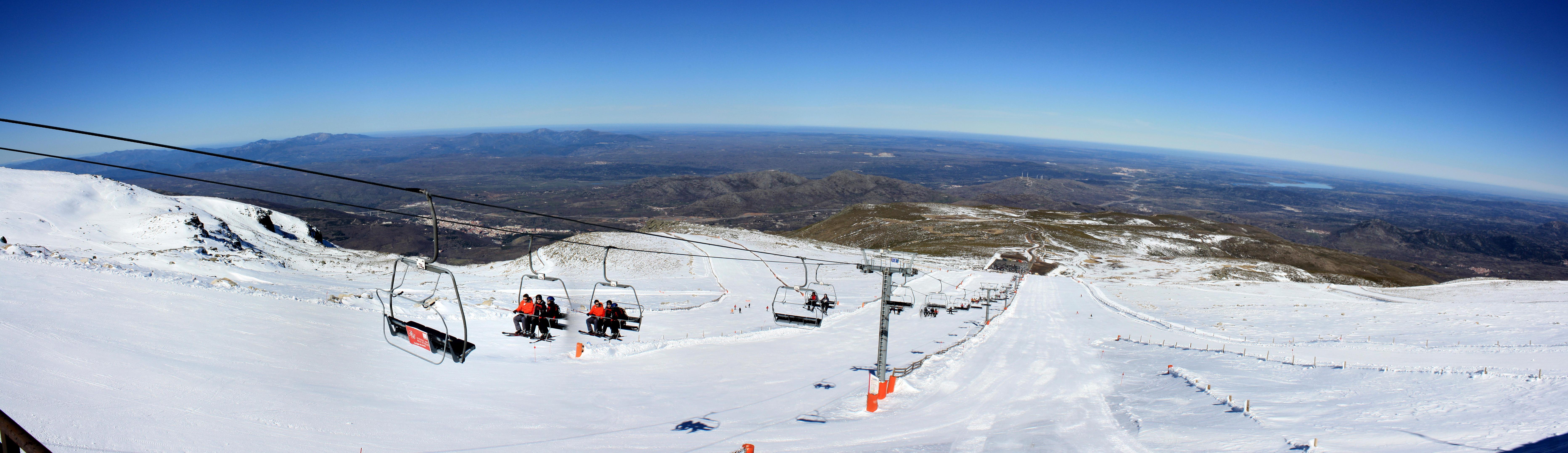
Panorámica desde el mirador.

## Ciclismo
Esta estación de esquí también es conocida por haber sido final de etapa en diversas ocasiones de la Vuelta a España. La subida que comienza en Béjar, tiene 18 km a una pendiente media del 5,7%, con tramos de hasta el 16,4%.
| Edición | Vencedor              |
| ------- | --------------------- |
| 2002    | Santiago Blanco       |
| 2004    | Félix Rafael Cárdenas |
| 2006    | Danilo di Luca        |
| 2011    | Daniel Martin         |
| 2018    | Benjamin King         |
| 2020    | David Gaudu           |